# Joseph Schooling
Joseph Isaac Schooling (ur. 16 czerwca 1995 w Singapurze) – singapurski pływak specjalizujący się w stylu motylkowym, mistrz olimpijski na dystansie 100 m stylem motylkowym z 2016 roku, medalista mistrzostw świata.

## Kariera pływacka
W 2012 uczestniczył w igrzyskach olimpijskich w Londynie, ale przed startem sędziowie nie wyrazili zgody, by płynął w swoim czepku i okularach, ponieważ nie spełniały olimpijskich norm. Ostatecznie został dopuszczony do startu na dystansie 200 m stylem motylkowym, ale nie awansował do półfinału, osiągając czas 1:59,18. Brał także udział w eliminacjach 100 m stylem motylkowym, w których z czasem 53,63 zajął 35. miejsce.
Rok później, na mistrzostwach świata w Barcelonie był dziesiąty w konkurencji 200 m stylem motylkowym, gdzie uzyskał czas 1:56,27. Na 100 m motylkiem zajął 17. miejsce (52,56 s).
Przełom w jego karierze pływackiej nastąpił w 2014 roku. Najpierw uplasował się na drugim miejscu w wyścigu na 100 m stylem motylkowym podczas Igrzysk Wspólnoty Narodów w Glasgow, a kilka tygodni później zdobył trzy medale podczas igrzysk azjatyckich. Na dystansie 100 m stylem motylkowym wywalczył złoto i z czasem 51,76 ustanowił nowy rekord igrzysk. Wcześniej na tych zawodach w konkurencji 50 m stylem motylkowym zdobył srebrny, a na 200 m motylkiem brązowy medal.
W trakcie mistrzostw świata w rosyjskim Kazaniu zdobył brązowy medal w konkurencji 100 m motylkiem i w finale czasem 50,96 ustanowił nowy rekord Azji. Wcześniej, w eliminacjach i półfinale na tym dystansie poprawiał rekordy swojego kraju. Na 50 m tym samym stylem uplasował się na siódmym miejscu, uzyskując w finale czas 23,25 (rekord Azji). Na dystansie 200 m stylem motylkowym zajął dziesiąte miejsce z czasem 1:56,11.
W 2016 roku na igrzyskach olimpijskich w Rio de Janeiro wywalczył złoty medal w konkurencji 100 m stylem motylkowym i z czasem 50,39 ustanowił nowy rekord olimpijski i rekord Azji. Tym samym został pierwszym sportowcem z Singapuru, który zdobył złoty medal olimpijski. Schooling startował również na dystansie 100 m stylem dowolnym, w eliminacjach uzyskując czas 48,27 i poprawiając tym samym rekord Singapuru w tej konkurencji. W półfinale popłynął jednak wolniej o 0,43 s i nie zakwalifikował się do finału, ostatecznie plasując się na 16. miejscu.
Rok później, podczas mistrzostw świata w Budapeszcie w finale 100 m stylem motylkowym zdobył brązowy medal ex aequo z Brytyjczykiem Jamesem Guyem. Obaj pływacy uzyskali czas 50,83. W półfinale 50 m stylem motylkowym ustanowił nowy rekord Azji (22,93), a w finale tej konkurencji zajął piąte miejsce z czasem 22,95.